# 110년

## 연호
- 후한(後漢) 영초(永初) 4년

## 기년
- 후한(後漢) 안제(安帝) 4년
- 신라(新羅) 파사 이사금(婆娑泥師今) 31년
- 고구려(高句麗) 태조대왕(太祖大王) 58년
- 백제(百濟) 기루왕(己婁王) 34년

## 탄생
후한의 장군 이응